# Лінія очисних вибоїв
Лінія очисних вибоїв (рос. линия очистных забоев, англ. line of breakage (stoping) faces, нім. Abbaustreblinie f) — сумарна довжина всіх лав у шахті, призначена для виконання запланованого видобутку вугілля. Складається з лінії діючих, резервно-діючих та резервних вибоїв. До діючих належать вибої, які працюють повне число робочих змін на добу, резервно-діючих — які працюють неповне число робочих змін і призначені для компенсації втрат видобутку вугілля при виході з ладу та вимушених простоях діючих лав. Резервними називають вибої, що обладнані і підготовлені до роботи, але не працюють регулярно, їх передбачають на пластах з низьким рівнем механізації, наприклад, при вийманні відбійними молотками, врубовими машинами, буро-підривним способом (див. буропідривні роботи). При розробці крутих пластів, небезпечних за викидами вугілля і газу, резерв очисних вибоїв повинен становити 15-20 % від числа діючих.